# Phaea miniata
Phaea miniata är en skalbaggsart som beskrevs av Francis Polkinghorne Pascoe 1858. Phaea miniata ingår i släktet Phaea och familjen långhorningar.
Artens utbredningsområde är:
- Belize.
- Costa Rica.
- Honduras.
- Nicaragua.
- Panama.
- Venezuela.

Inga underarter finns listade i Catalogue of Life.